# Gibeauxiella reliqua
Gibeauxiella reliqua is een vlinder uit de familie prachtmotten (Cosmopterigidae). De wetenschappelijke naam is voor het eerst geldig gepubliceerd in 1986 door Christian Gibeaux.
De soort komt voor in Europa.